# Malá
Muhamed Lamine Jabula Sanó, meglio noto come Malá (Bissau, 6 dicembre 1979), è un ex calciatore guineense, di ruolo centrocampista.